# Nicolas Vilant
Nicolas Vilant (Tayport, 1737 - 1807) foi um matemático escocês.

## Vida e obra
Vilant foi Regius Professor de Matemática na Universidade de St. Andrews, de 1765 até sua morte em 1807. Frequentemente doente, foi incapaz de lecionar a maior parte do tempo, sendo suas aulas apresentadas por assistentes, dentre eles John West. Sob a tradição Newtoniana, foi incapaz de seguir o desenvolvimento continental em análise matemática, como a maior parte de seus colegas britânicos. Contudo, foi um matemático de sucesso, e seus livros-texto foram bem populares até o início do século XIX; o mais conhecido deles foi The Elements of Mathematical Analysis, Abridged for the Use of Students (primeira edição 1783).